# Fagrifoss
Fagrifoss är ett vattenfall i republiken Island.   Det ligger i regionen Suðurland, i den södra delen av landet, 180 km öster om huvudstaden Reykjavík. Fagrifoss ligger 300 meter över havet.
Terrängen runt Fagrifoss är varierad.  Trakten runt Fagrifoss är nära nog obefolkad, med mindre än två invånare per kvadratkilometer. Närmaste större samhälle är Kirkjubæjarklaustur, 11,8 km sydost om Fagrifoss. Trakten runt Fagrifoss består i huvudsak av gräsmarker.